# Віктор Кліма
Віктор Кліма (нім. Viktor Klima; нар. 4 червня 1947, Швехат) — австрійський державний і політичний діяч.

## Початок кар'єри
Тривалий час працював у державній нафтовій компанії OMV. Розпочав політичну кар'єру 1992 року, увійшовши до складу уряду Франца Враніцкі як міністр транспорту й промисловості. У 1996 році зайняв пост міністра фінансів. Після відставки Франца Враніцкі 1997 року очолив СДПА й уряд країни.

## Канцлер Австрії
Віктор Кліма продовжив політику «великої коаліції», сформувавши кабінет з представників двох найбільших партій країни соціал-демократичної та консервативної Австрійської народної партії. Віце-канцлером в кабінеті Кліми став лідер консерваторів Вольфганг Шюссель.
Під керівництвом Кліми соціал-демократи продовжили крен у бік центра, й політика Кліми багато в чому нагадувала аналогічні кроки Тоні Блера у Лейбористській партії, а також Герхарда Шредера в СДПН.
Уряд Кліми активно проводив приватизацію державного сектора економіки та здійснив ряд кроків із перетворення «соціально орієнтованої» економічної політики на ліберальнішу. Саме з відмовою від соціально орієнтованої політики пов'язується падіння популярності соціал-демократів серед їхнього традиційного робітничого електорату, який перейшов до популістів з Австрійської партії свободи Йорга Гайдера.
У підсумку соціал-демократи зазнали поразки на загальних виборах у жовтні 1999 року. В результаті Австрійська народна партія змогла змінити партнера по коаліції на Австрійську партію свободи та сформувати консервативний кабінет, який очолив Вольфганг Шюссель.

## Подальша кар'єра
Після поразки своєї партії на виборах Кліма залишив пост лідера партії та перейшов на роботу до великого бізнесу. Він зайняв важливу посаду в аргентинському відділенні Volkswagen Group Пізніше, у 2006 році, він зайняв пост директора цього концерну по Південній Америці.